# Park Narodowy Lantoto
Park Narodowy Lantoto – park narodowy położony na południu Sudanu Południowego przy granicy z Demokratyczną Republiką Konga w stanie Ekwatoria Zachodnia o powierzchni 760 km². Graniczy ze swoim odpowiednikiem w Demokratycznej Republice Konga – Parkiem Narodowym Garamba. Park został utworzony w 1986 roku.
Na terenie parku można spotkać takie gatunki zwierząt, jak: słonie, nosorożce, żyrafy i bawoły afrykańskie